# Apophylia sericea
Apophylia sericea es un coleóptero de la familia Chrysomelidae.
Fue descrita científicamente por primera vez en 1798 por Fabricius.